# 金山寨烽火台
26°53′50.19″N 120°00′39.35″E / 26.8972750°N 120.0109306°E
金山寨烽火台，位于中国福建省霞浦县松城街道龙首山金山寨岗，为霞浦县级文物保护单位，类型为古建筑，公布时间为2003年11月。
此烽火台是明朝万历年间福宁州知州洪翼聖在此抗倭所存遗迹，以及嘉靖年间修筑的烟墩遗址。